# چای بیجار
چای بیجار (به زبان گیلکی: چابیجار)، روستایی از توابع بخش مرکزی شهرستان بندر انزلی در استان گیلان ایران است. مردم روستای چای بیجار به زبان گیلکی تکلم میکنند.

## نام
تلفظ گیلکی نام این روستا در اصل به‌صورت چابیجار است و به‌دلیل مرغوبیت آب‌های زیرزمینی و چاه‌ها و استفاده از آن‌ها برای کار کشاورزی در شالیزار، این روستا چابیجار یا چاه‌بیجار نام گرفت و بعدها به اشتباه به‌شکل چای بیجار ثبت شد.

## جمعیت
این روستا در دهستان چهارفریضه قرار دارد و براساس سرشماری مرکز آمار ایران در سال ۱۳۸۵، جمعیت آن ۸۶ نفر (۲۷خانوار) بوده‌است.